# Philip Davis (Mathematiker)
Philip J. Davis (* 2. Januar 1923 in Lawrence (Massachusetts); † 13. März 2018) war ein US-amerikanischer Mathematiker und Schriftsteller, der im Bereich der angewandten Mathematik tätig war.
Davis promovierte 1950 bei Ralph Boas an der Harvard University mit der Schrift Uniqueness Classes for Sets of Linear Functionals und war dann am National Bureau of Standards, wo er Leiter der Abteilung für Numerische Mathematik wurde und an der Herausgabe des „Handbooks of Mathematical Functions“ von Milton Abramowitz und Irene Stegun arbeitete. Er war seit 1963 an der Brown University, wo er zuletzt Professor Emeritus war. 
Bekannt wurde er für seine mathematische Essaysammlung „The mathematical experience“ von 1981 mit Reuben Hersh, die auch auf philosophische und historische Themen um die Mathematik eingeht (gefolgt von einem ähnlichen Buch „Descartes’ Dream“) und 1983 einen National Book Award gewann. Sein Buch „Methods of numerical integration“ mit Philip Rabinowitz war lange ein Standardwerk über numerische Integration.
1963 erhielt er den Chauvenet-Preis. Er war regelmäßiger Kolumnist der SIAM-News. 1956 war er Guggenheim Fellow. 1986 erhielt er den George Pólya Award, 1990 den Hedrick Award und 1982 den Lester Randolph Ford Award. 1997 wurde er Ehrendoktor der Universität Roskilde.

## Schriften
- mit Rabinowitz: Methods of numerical integration, Blaisdell 1967, Academic Press 1975, 1984
- Interpolation and approximation, Blaisdell 1963, Dover 1975
- The Schwarz Function and Circulant Matrices, MAA 1974, 1979
- The education of a mathematician 2000 (Autobiographie)
- Mathematical Encounters of the second kind, Birkhäuser 1996
- mit Hersh: The mathematical experience, Houghton Mifflin und Birkhäuser 1981, Birkhäuser 1995 (Einführung Gian-Carlo Rota)
- mit Hersh: Descartes’ Dream – the world according to mathematics, Harcourt, Brace, Jovanovich 1986, Houghton Mifflin 1987
- mit David Park: No way- the nature of the impossible, Freeman 1987
- Spirals:From Theodorus to Chaos, A.K.Peters 1993 (entstand aus den Hendrick Lectures der MAA)
- Mathematics of matrices, Blaisdell 1965, Krieger 1984
- Circulant Matrices, Wiley 1979, 2. Auflage Chelsea 1994
- The lore of large numbers, Random House 1961

Fiktion:
- The Thread: a mathematical yarn, Harcourt, Brace, Jovanovich 1983, 1989
- Thomas Gray: Philosopher Cat, Boston, Harcourt, Brace, Jovanovich 1988, dt. Pembrokes Katze
- Thomas Gray in Copenhagen - in which the philosopher cat meets the ghost of Hans Christian Andersen, New York, Copernicus 1995, dt. Magnifikatz

## Verweise
1. ↑  Nachruf, Brown University, abgerufen am 15. März 2018.
2. ↑  Philip Davis im Mathematics Genealogy Project (englisch)  abgerufen am 28. Februar 2024.
3. ↑  für Davis Are there coincidences in mathematics ?, American Mathematical Monthly, Bd. 88, 1981, S. 311–320.

| Personendaten    | Personendaten                            |
| ---------------- | ---------------------------------------- |
| NAME             | Davis, Philip                            |
| ALTERNATIVNAMEN  | Davis, Philip Jacob; Davis, Philip J.    |
| KURZBESCHREIBUNG | US-amerikanischer Mathematiker und Autor |
| GEBURTSDATUM     | 2. Januar 1923                           |
| GEBURTSORT       | Lawrence (Massachusetts)                 |
| STERBEDATUM      | 13. März 2018                            |